# Dinar tunezyjski

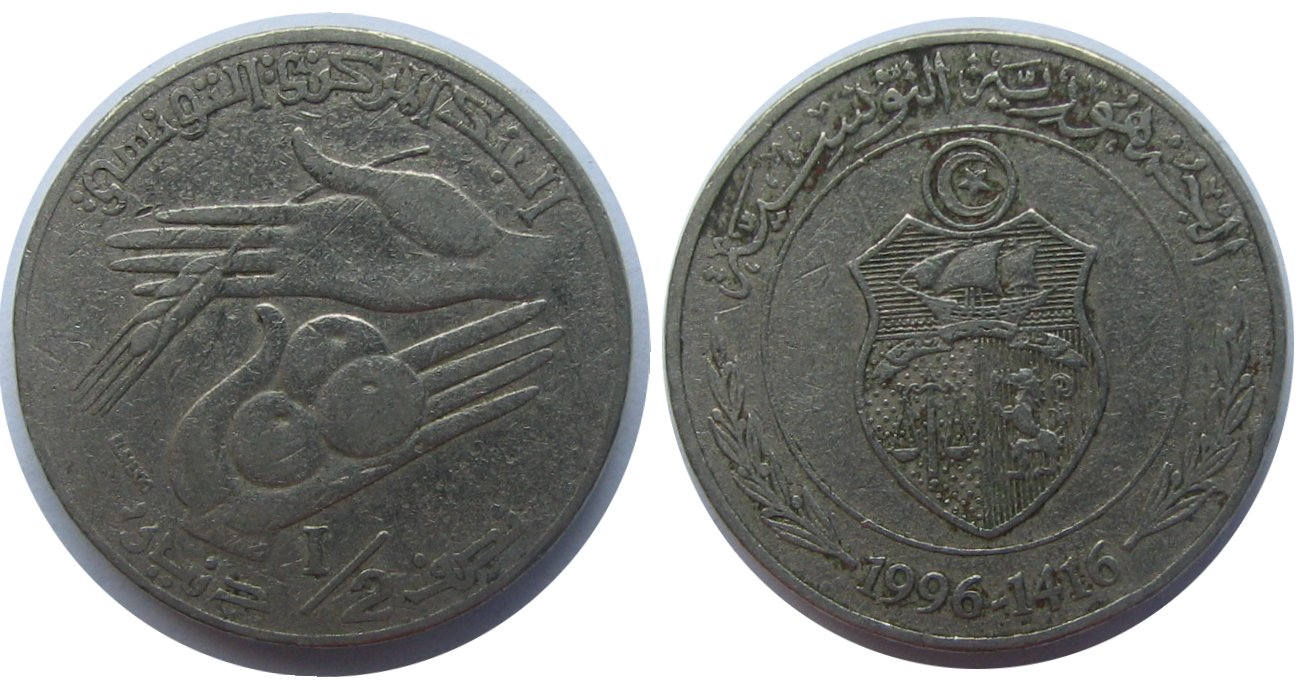
1/2 dinara (500 milimów)

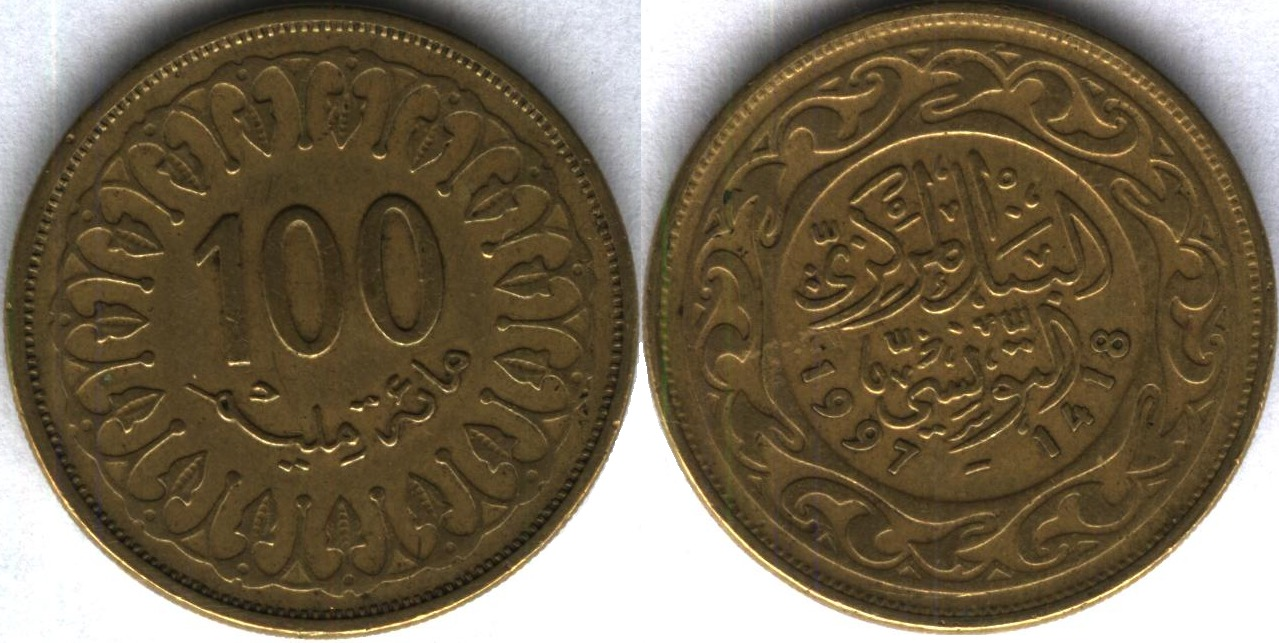
100 milimów

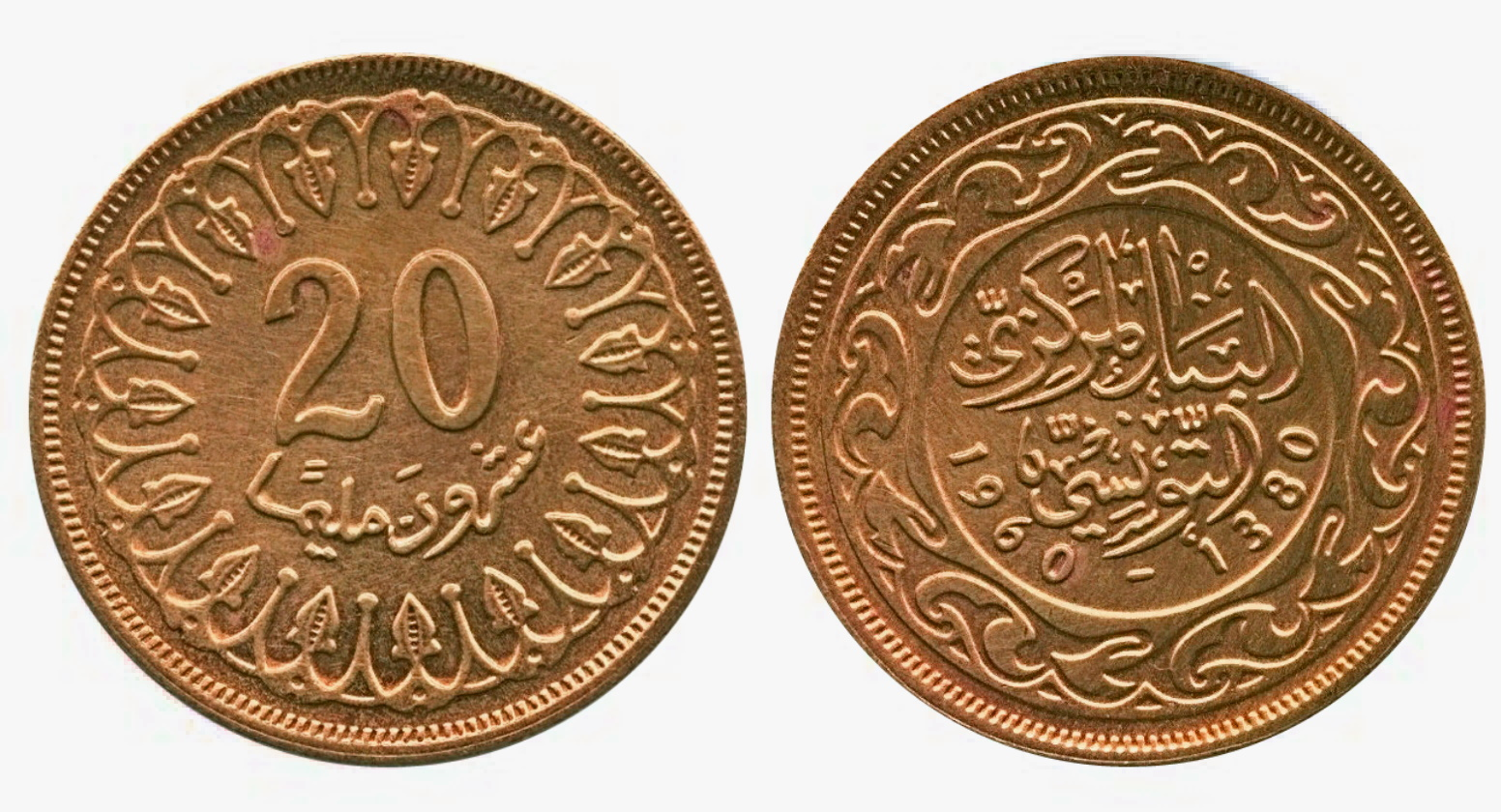
20 milimów

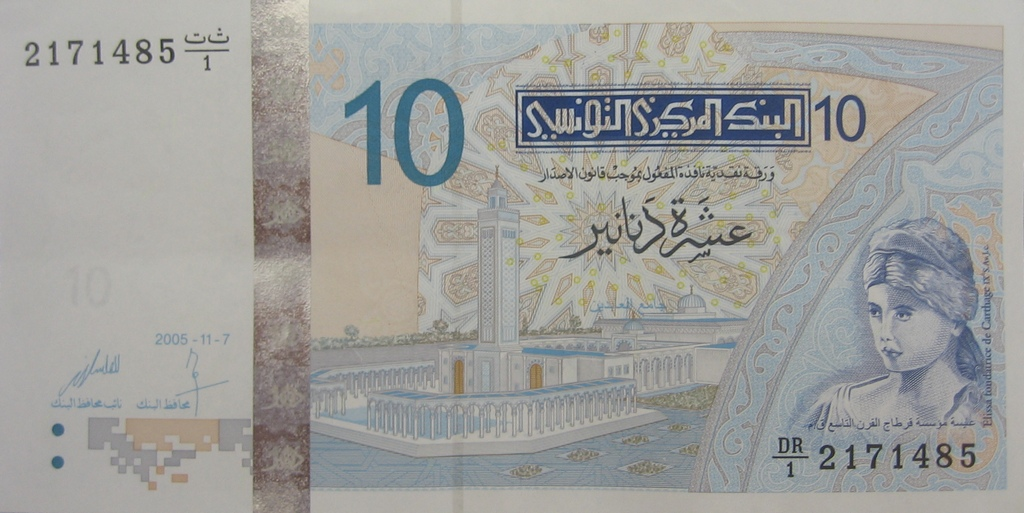
10 dinarów

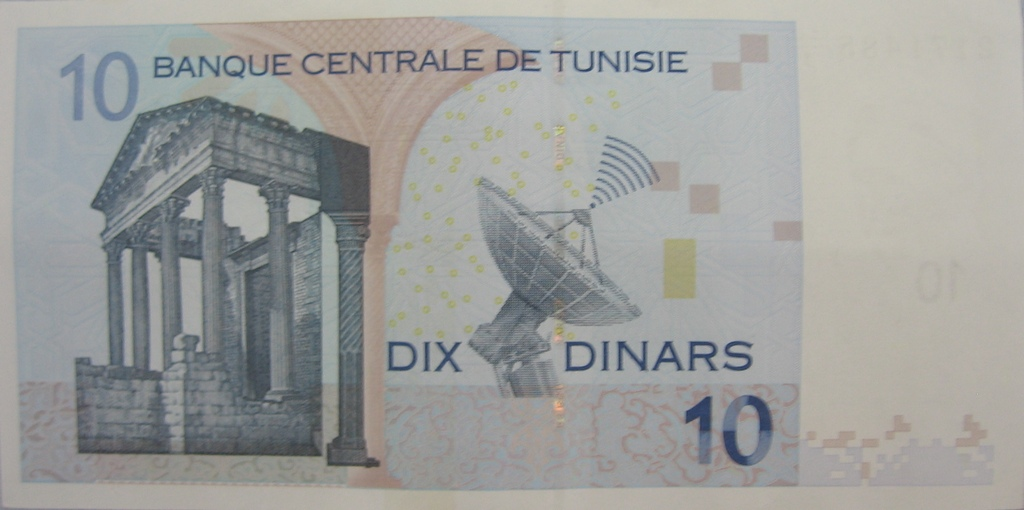
10 dinarów

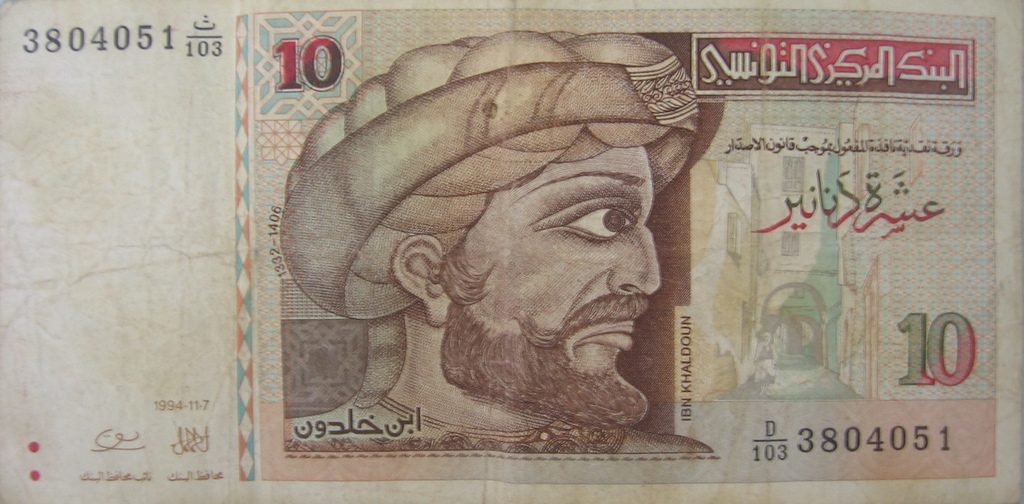
10 dinarów

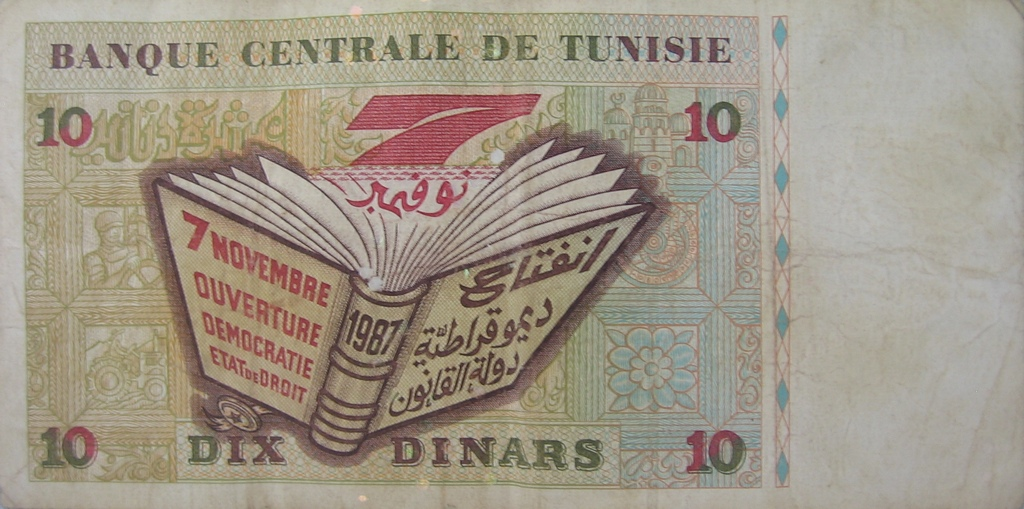
10 dinarów

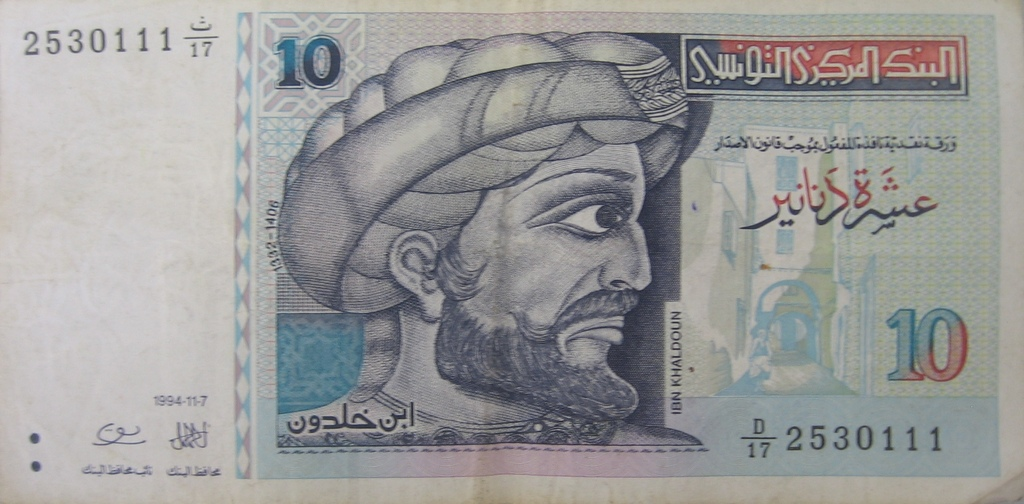
10 dinarów

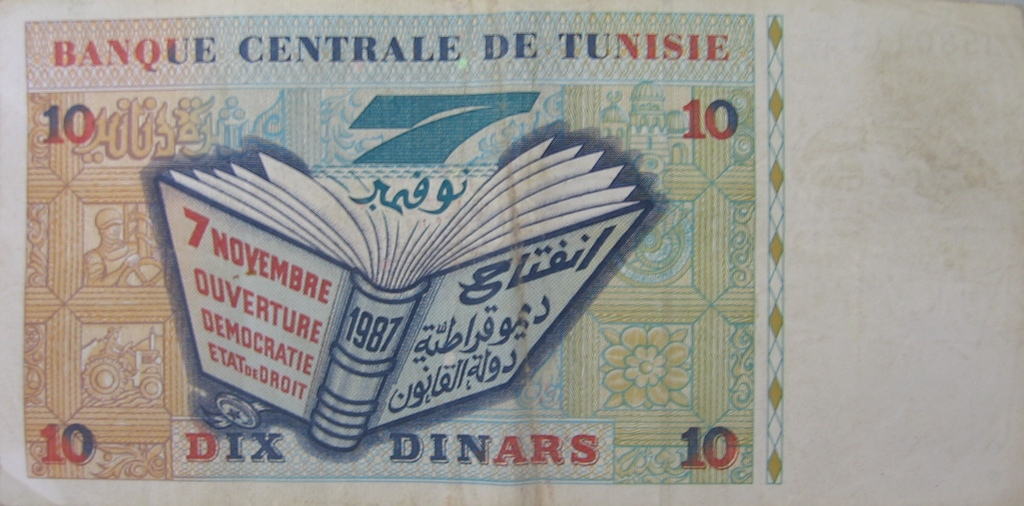
10 dinarów

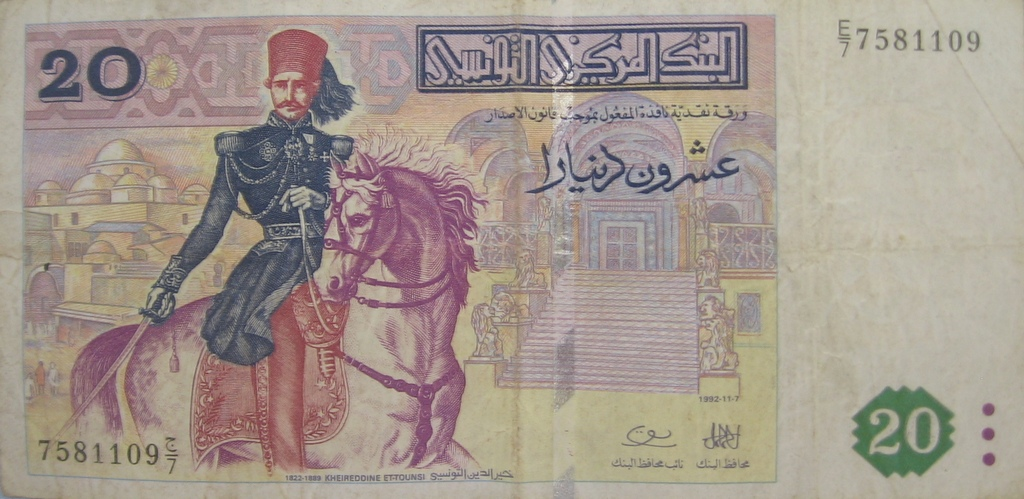
20 dinarów

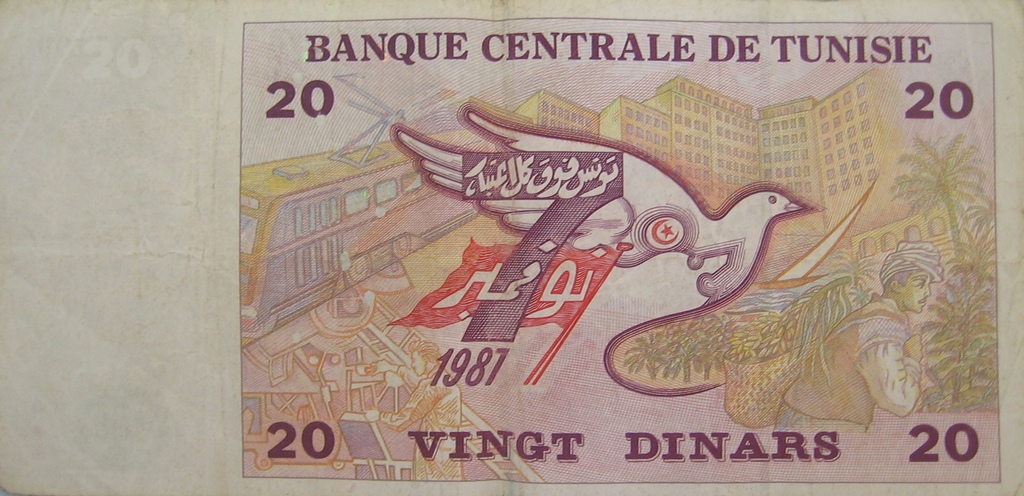
20 dinarów

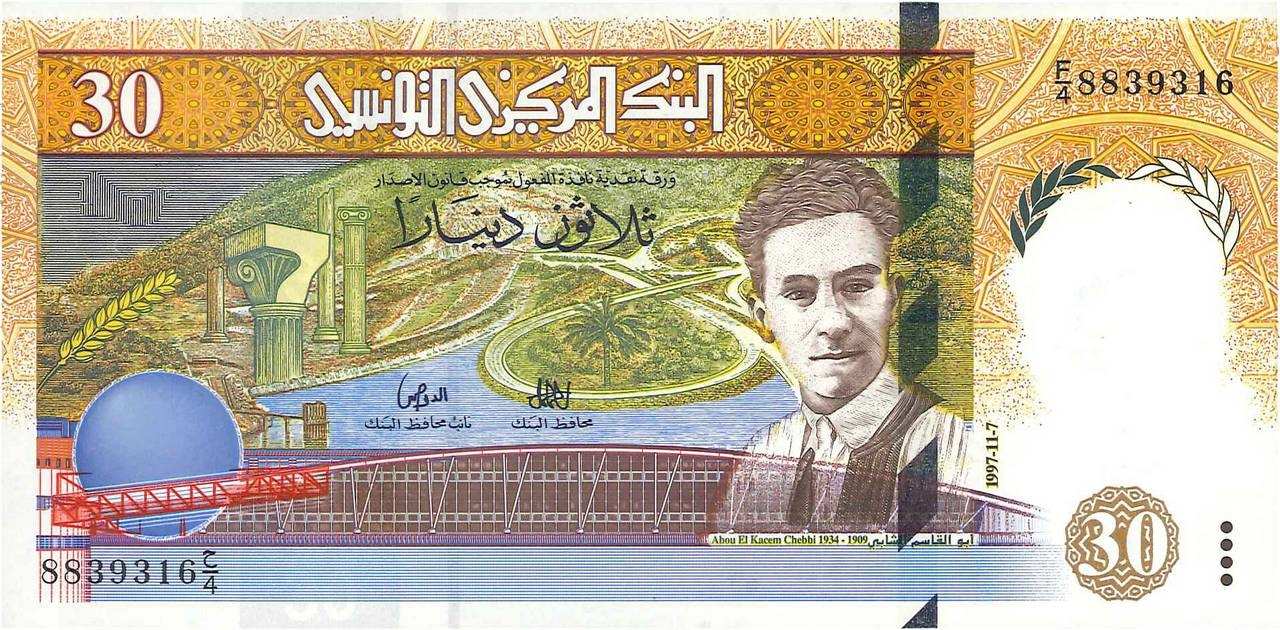
30 dinarów

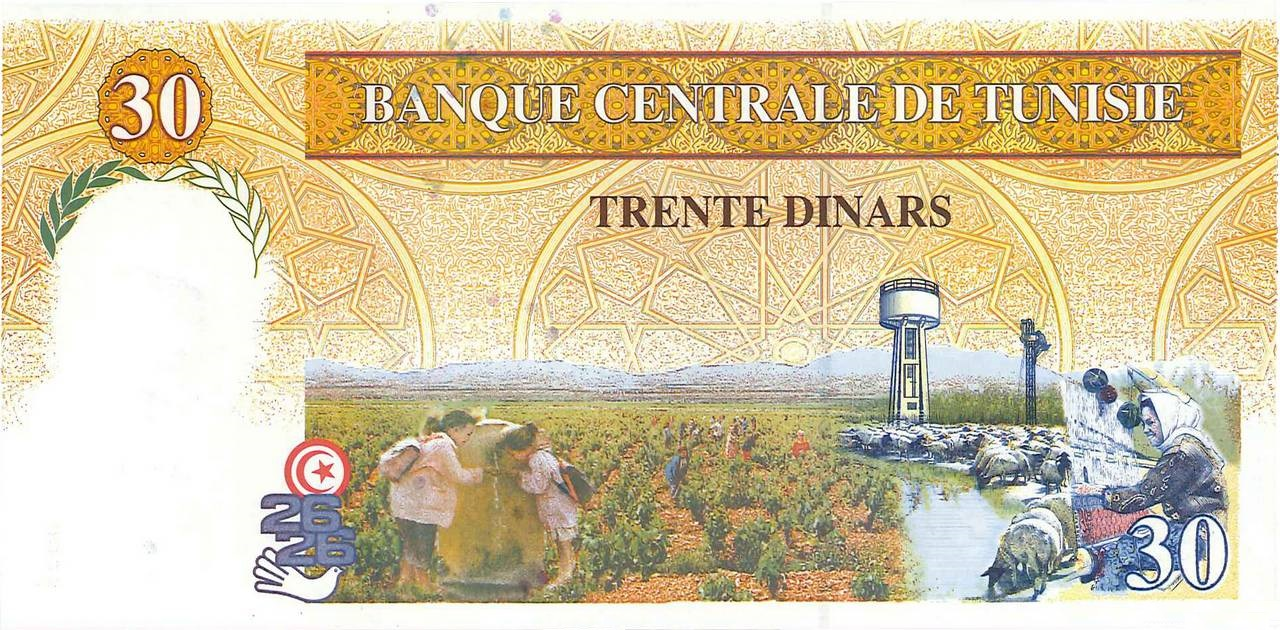
30 dinarów

Dinar tunezyjski – jednostka walutowa Tunezji. 1 dinar = 1000 milimów.
Monety występują w nominałach:
- 1 milim,
- 2 milimy,
- 5 milimów,
- 10 milimów,
- 20 milimów,
- 50 milimów,
- 100 milimów,
- 200 milimów,
- ½ dinara (500 milimów),
- 1 dinar,
- 2 dinary,
- 5 dinarów.

## Banknoty
Pierwsze banknoty o nominałach ½, 1 i 5 dinarów były wydane w 1960 r. Banknoty 10 dinarowe wydano w 1969 r. Banknoty ½ dinarowe emitowano do 1973 r., a 1 dinarowe do 1980 r. W tym samym roku wprowadzono banknot o nominale 20 dinarów. W 1997 r. wydano banknoty o nominale 30 dinarów. 25 lipca 2009 roku wprowadzono banknot o nominale 50 dinarów.
Najczęściej używanym jest banknot 10-dinarowy, który występuje w trzech wersjach.
Banknoty występują w nominałach:
- 5 dinarów,
- 10 dinarów,
- 20 dinarów,
- 50 dinarów.

Wwóz i wywóz dinarów poza granicę Tunezji jest nielegalny.